# 富士見村 (山梨県)
富士見村（ふじみむら）は山梨県東八代郡にあった村。現在の笛吹市北西、概ね笛吹川右岸、中央本線石和温泉駅の南西一帯にあたる。

## 地理
- 河川：笛吹川

## 歴史
- 1875年（明治8年）1月 - 八代郡唐柏村・東高橋村・今井村・河内村・東油川村・井戸村・砂原村・小石和村が合併して富士見村となる。
- 1878年（明治11年）7月22日 - 郡区町村編制法の施行により、富士見村が東八代郡の所属となる。
- 1889年（明治22年）7月1日 - 町村制の施行により、富士見村が単独で自治体を形成。
- 1959年（昭和34年）4月1日 - 石和町に編入。同日富士見村廃止。

## 交通

### 道路
- 国道140号